# Lâu đài Nürnberg

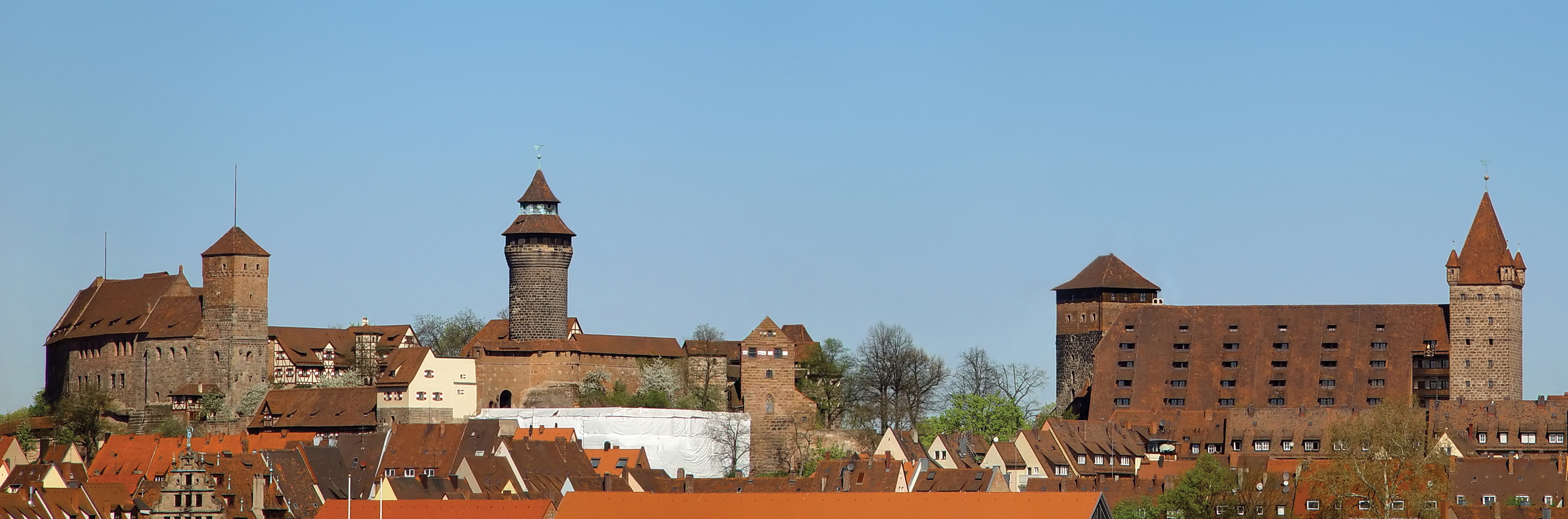
Toàn cảnh lâu đài Nürnberg - tháp Sinwell ở chính giữa, tháp Luginsland nằm tận cùng bên phải

 Lâu đài Nürnberg (tiếng Đức: Nürnberger Burg), điểm mốc ở Nürnberg, là một công trình lịch sử xây trên một đồi đá sa thạch nằm ở phía bắc thành phố Nürnberg ở Bayern, Đức. Nó bao gồm Kaiserburg và Burggrafenburg. Cùng với bức tường thành, lâu đài Nürnberg được coi là một trong những thành trì cổ xưa quan trọng nhất Âu châu.

## Vị trí
Lâu đài Nürnberg nằm ở phía Bắc sông Pegnitz trên một đồi đá sa thạch phía trên của phố cổ Sebald. Về phía tây nó có ranh giới với Neutorgraben, và về phía bắc với Vestnertorgraben. Từ lâu đài, người ta có được một phong cảnh rất đẹp của khu thợ thuyền và phố cổ.

## Tổng quát

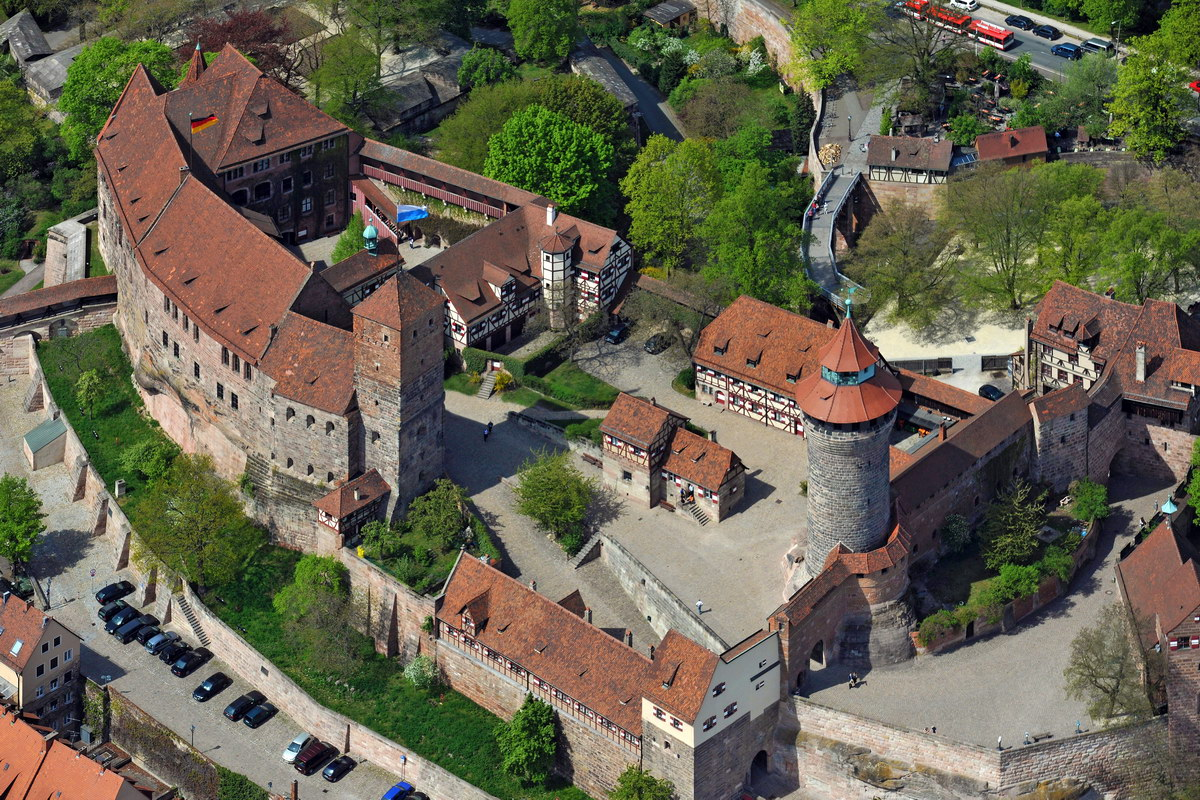
Kaiserburg nhìn từ trên không

Về phương diện sở hữu thì lâu đài có thể cha ra làm 3 phần:
- Phần còn lại của lâu đài bá tước cai quản thành với tháp năm góc nằm ở chính giữa.
- Lâu đài của hoàng đế với tháp Sinwell, giếng sâu (Tiefer Brunnen), nhà thờ đôi và Palas lan rộng ra về phía tây.
- Những kiến trúc của thành phố nằm ở phía bắc và phía đông như chuồng ngựa cũ của Hans Beheim der Ältere và tháp Luginsland.

Lâu đài, hiện thời là tài sản của cơ quan cai quản các lâu đài, vườn tược và các hồ công cộng Bayern, được dùng để cho du khách viếng thăm. Một vài căn nhà cũng được dùng làm nơi cư trú, bảo tàng viện, cũng như thỉnh thoảng cho các hội hè và nơi tiếp đón quan khách. Chuồng ngựa cũ của hoàng đế được tu sửa lần chót vào năm 2013 thành nhà trọ với 355 giường cho thanh thiếu niên lớn nhất và tân tiến nhất nước Đức.

## Nhà thờ hoàng đế
Nhà thờ đôi theo kiểu Roman được xây khoảng 1200 là phần lâu đời nhất mà vẫn còn tồn tại ở lâu đài này. Trong phòng bàn thờ có một thánh giá được làm bởi Veit Stoß, theo kiểu hậu Gothic.
Lối vào nhà thờ trên chỉ dành do giới quý tộc. Nhà thời dưới chỉ có thể vào từ trong sân. Nhà thời trên và dưới chỉ nối liền với nhau qua một lỗ hở trên trần. Ở phần trên của nhà thờ trên có chỗ cho gia đình hoàng gia, hoàng đế có một phần riêng cho mình. Ba phần riêng biệt mô tả cấp bực của xã hội thời đó.

Nhà thờ hoàng đế
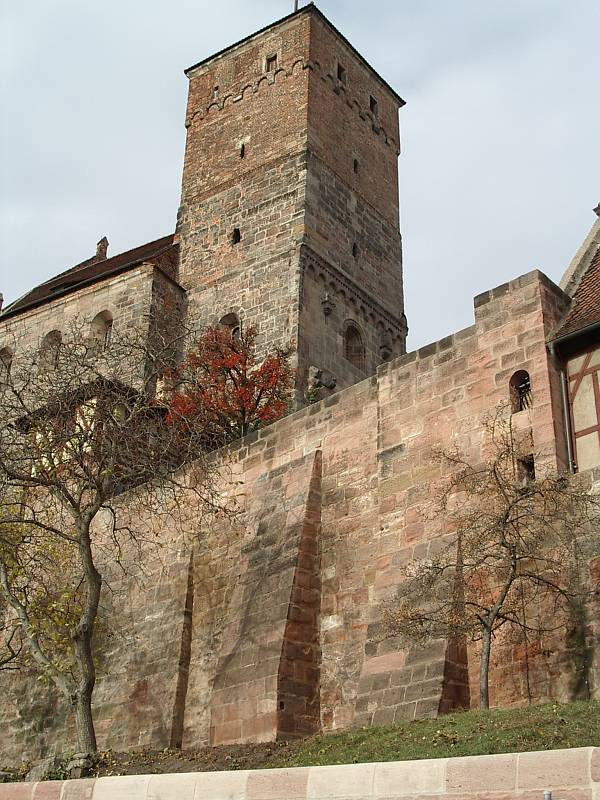
Cảnh từ chân lâu đài lên nhà thờ hoàng đế
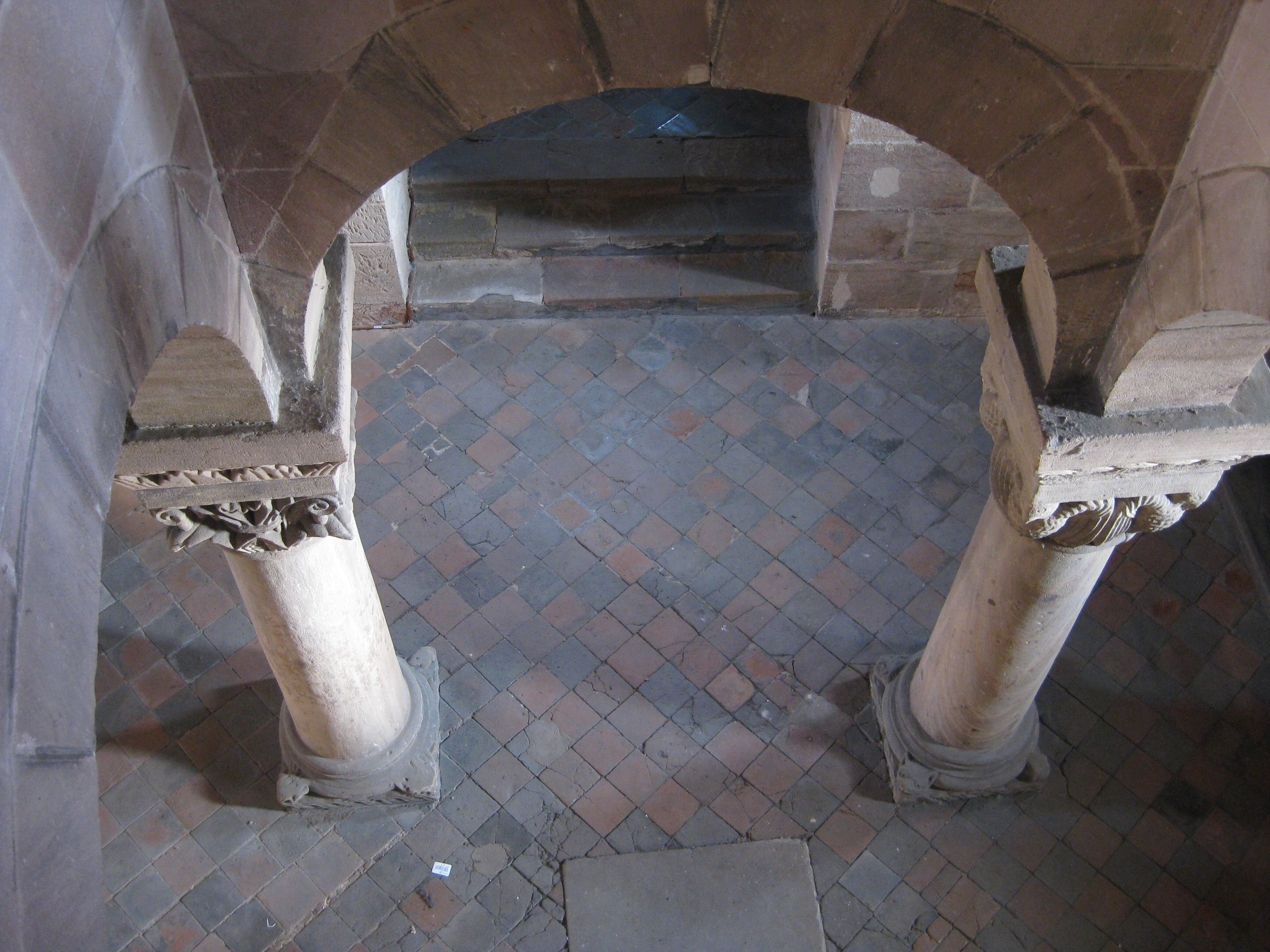
Nhìn từ nhà trên xuống nhà thờ dưới
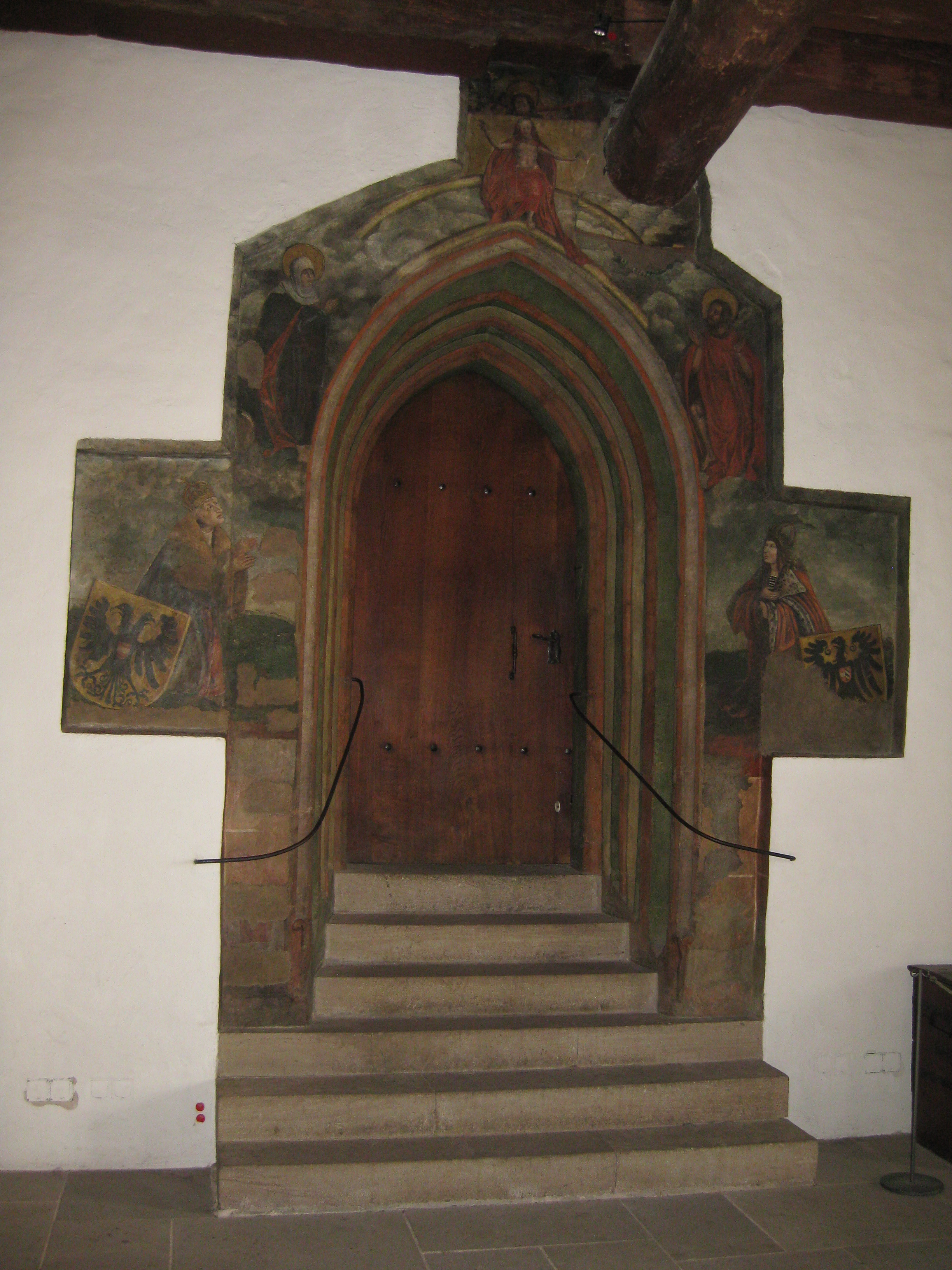
Cổng vào nhà thờ trên
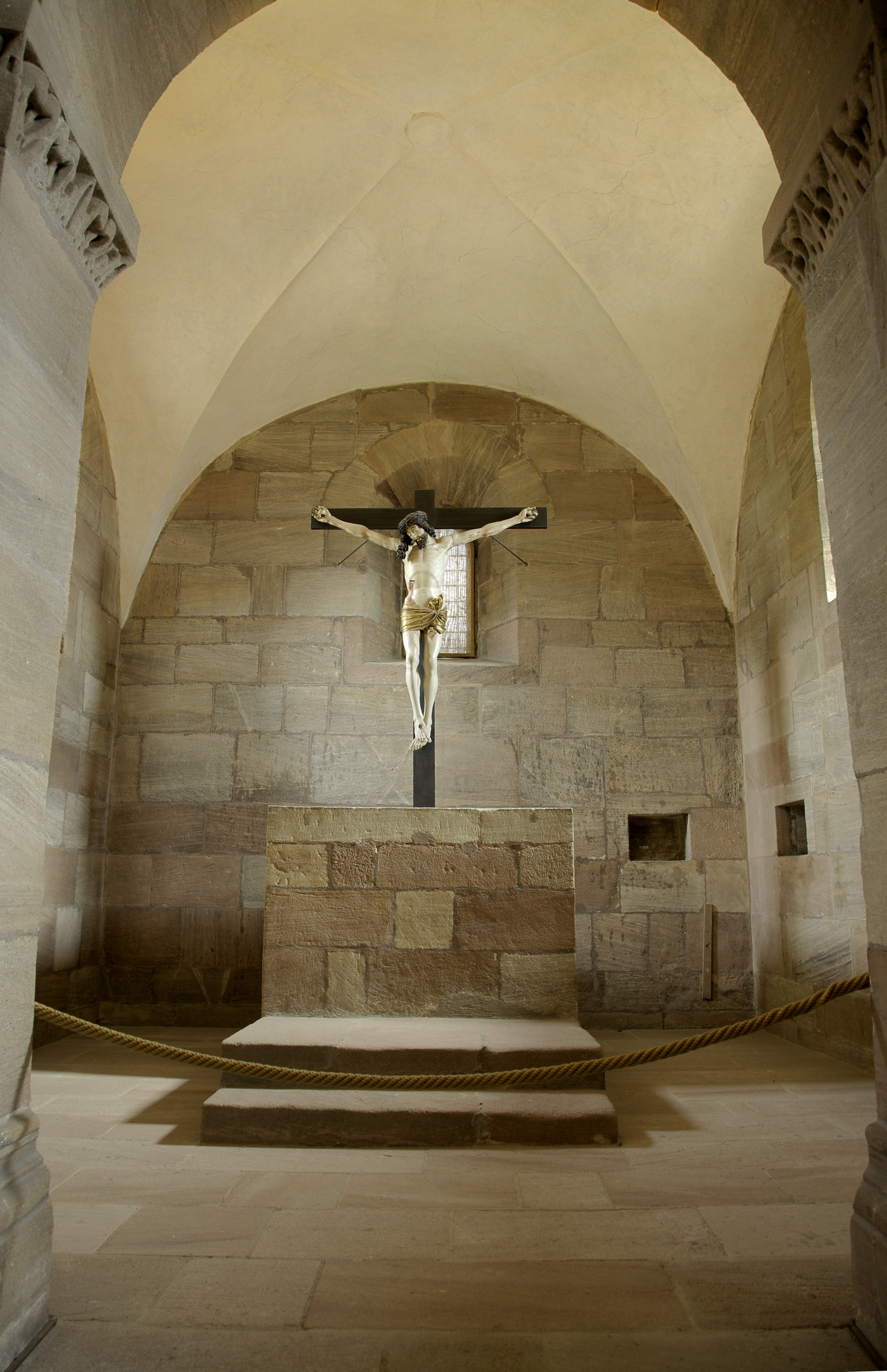
Bàn thờ với thánh giá của Veit Stoß
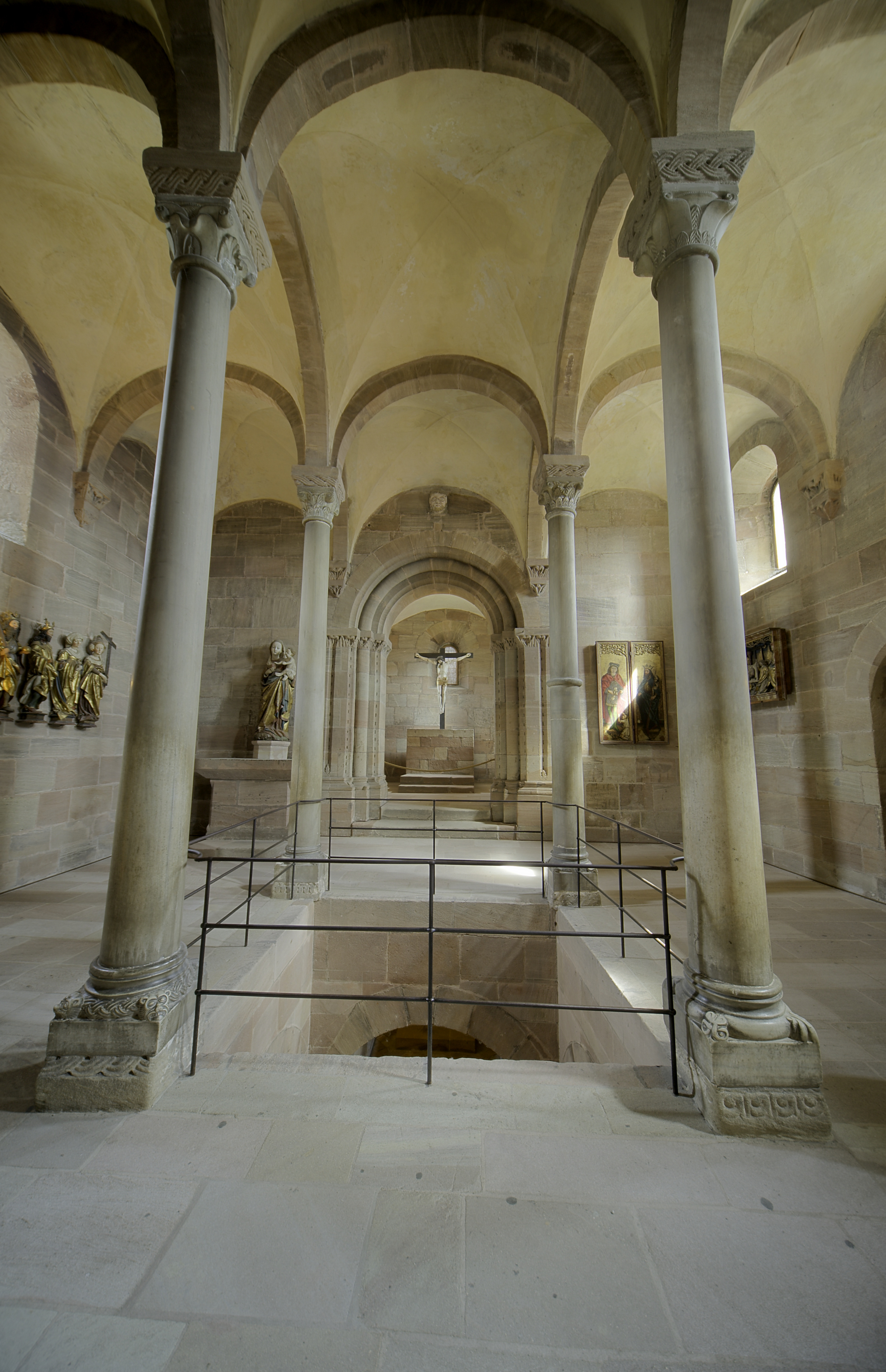
Nhà thờ với chỗ hở thông xuống nhà thờ dưới
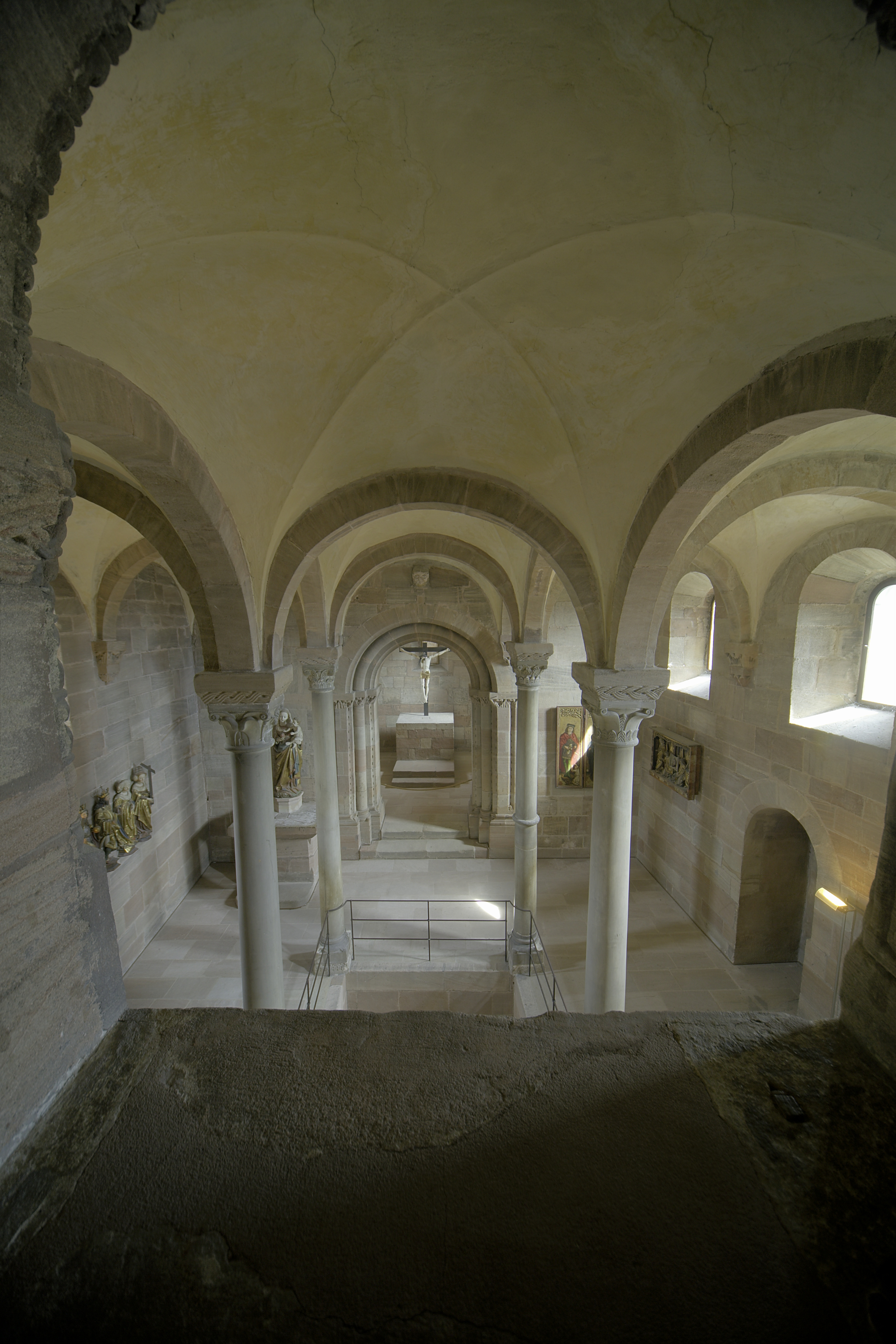
Cảnh từ chỗ nhà vua nhìn xuống

## Các giếng nước
Việc cung cấp nước cho lâu đài trong trường hợp bị bao vây được lấy từ 2 giếng nước. Cái giếng của Burggrafenburg ngày xưa nằm cách tháp Ngũ giác vài mét về phía nam, có độ sâu khoảng 20m.
Tiefe Brunnen (Giếng sâu) được phỏng đoán là đã có lâu đời từ lúc lâu đài mới được xây. Lỗ giếng được đào xuyên qua núi đá và có đường kính từ 2,2 tới 1,7 và độ sâu là 53 m dẫn tới mực nước ngầm của sông Pegnitz.

## Lịch sử

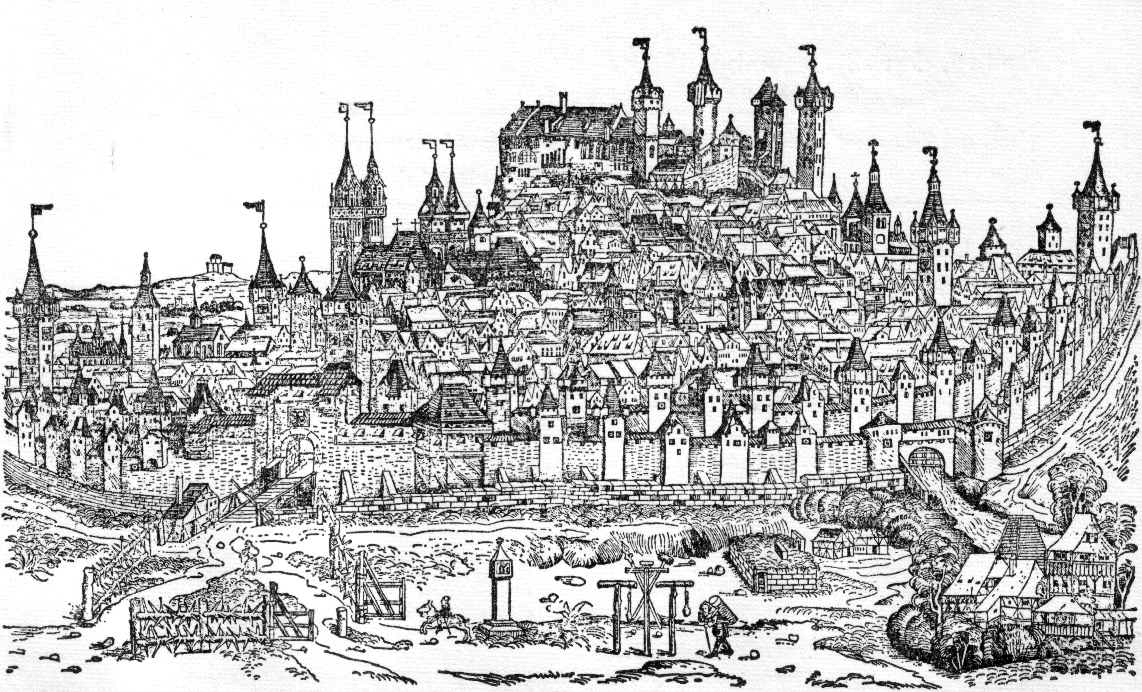
Một cảnh xưa nhất của lâu đài, Schedelsche Weltchronik 1493

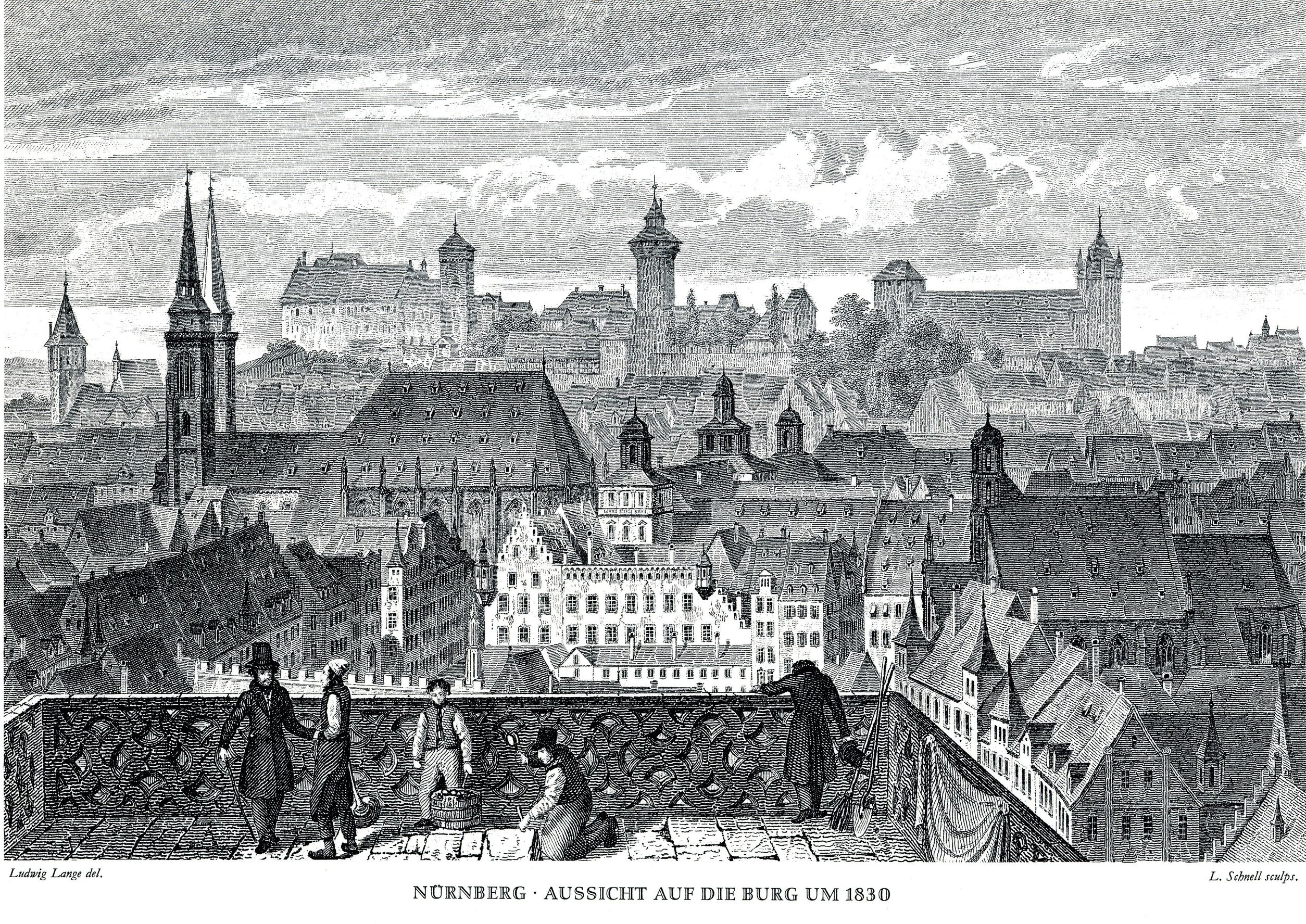
Khắc trên thép khoảng 1830 - Phong cảnh của lâu đài

Vào năm 2001 người ta khám phá trong sân của lâu đài một phần còn sót lại của một bức tường dày khoảng 2 m, phát xuất vào khoảng 1000 hay sớm hơn.. Tuy nhiên người ta không tìm ra một văn kiện nào có liên hệ với khám phá khảo cổ này. Trong văn kiện của hoàng đế Heinrichs III. vào năm 1050, theo đó Nürnberg lần đầu tiên được nhắc tới, cũng không nói gì về lâu đài này. Chỉ đến năm 1105 nó mới được đề cập tới, giữa thời điểm này và năm 1571 tất cả các hoàng đế và vua chúa của Đế quốc La Mã Thần thánh thỉnh thoảng có cư ngụ tại đó.
Năm 1140 hoàng đế Konrad III cho xây một lâu đài thứ hai, gọi là Kaiserburg, làm chỗ cho các hoàng đế cư ngụ khi họ tới (Königspfalz). Ông giao quyền bá tước lâu đài với nhiệm vụ cai quản cho gia đình quý tộc von Raabs (xuất xứ từ Hạ Áo (Niederösterreich)). 1190/91 Friedrich von Zollern thừa hưởng chức vụ này. Khi Nürnberg trở thành một thành phố độc lập vào thế kỷ 13, quyền cai quản cũng được giao cho thành phố. Trong số những tòa nhà được thành phố xây cất có tháp Luginsland, được bắt đầu xây vào năm 1377.
Ảnh hương của bá tước lâu đài tại thành phố Nürnberg càng ngày càng ít hơn tại Burggrafenburg và chấm dứt, sau khi cái lâu đài này vào năm 1420 bị phá hủy bởi quân đội Bayern, bá tước lâu đài cuối cùng Friedrich VI. bán danh tước của mình trong năm 1427 cho hội đồng thành phố Nürnberg. Mặc dù dòng họ Hohenzollern ở Franken vẫn còn mang tên Burggraf zu Nürnberg trong chức tước của mình, họ không còn làm chủ lâu đài này. Những lãnh thổ còn lại sau đó được chia cho hai nhánh bá tước Hohenzoller Brandenburg-Ansbach và Brandenburg-Kulmbach.
Lâu đài Nürnberg từ đó hoàn toàn thuộc về thành phố, mà được họ mở rộng cho tới thế kỷ 17. Trong thời kỳ Chiến tranh Ba mươi năm những vùng chung quanh Nürnberg là những trận địa của các phe nhóm. Tuy nhiên họ không chiếm thành phố và lâu đài. Sau đó lâu đài mất đi ý nghĩa quân sự của mình.
Khi Đức Quốc xã lên nắm chính quyền 1933 họ bắt đầu xây sửa lại Kaiserburg, làm chỗ họp đại hội đảng cũng như chỗ ở cho các quan khách ngoại quốc. Việc tu bổ được chỉ đạo bởi Rudolf Esterer từ năm 1934.
Trong Chiến tranh thế giới thứ hai lâu đài này 1944/45 bị phá hủy trầm trọng; hầu như không bị thiệt hại chỉ có nhà thờ đôi và tháp Sinwell. Trong thời kỳ hậu chiến dần dần các tòa nhà được xây dựng trở lại như trước đó.